# Bellemeade (Kentucky)
Bellemeade es una ciudad ubicada en el condado de Jefferson en el estado estadounidense de Kentucky. En el Censo de 2010 tenía una población de 865 habitantes y una densidad poblacional de 1.113,27 personas por km².

## Geografía
Bellemeade se encuentra ubicada en las coordenadas 38°15′9″N 85°35′32″O / 38.25250, -85.59222. Según la Oficina del Censo de los Estados Unidos, Bellemeade tiene una superficie total de 0.78 km², de la cual 0.78 km² corresponden a tierra firme y (0%) 0 km² es agua.

## Demografía
Según el censo de 2010, había 865 personas residiendo en Bellemeade. La densidad de población era de 1.113,27 hab./km². De los 865 habitantes, Bellemeade estaba compuesto por el 93.87% blancos, el 3.58% eran afroamericanos, el 0% eran amerindios, el 0.81% eran asiáticos, el 0% eran isleños del Pacífico, el 0% eran de otras razas y el 1.73% pertenecían a dos o más razas. Del total de la población el 1.27% eran hispanos o latinos de cualquier raza.